# حمایت اسرائیل از حماس
حمایت اسرائیل از حماس به دخالت مستقیم مقامات اسرائیلی در دوره‌های مختلف در ظهور و توانمندسازی گروه مبارز فلسطینی حماس اشاره دارد.

## تاریخچه

### ریشه‌ها
ادعاهای حمایت اسرائیل از حماس به اواخر دهه ۱۹۷۰ و اوایل دهه ۱۹۸۰ برمی گردد؛ دوره‌ای که با تحولات سیاسی قابل توجهی در خاورمیانه مشخص شد. مقامات سابق اسرائیل، آشکارا به نقش اسرائیل در تأمین بودجه و کمک به حماس به عنوان ابزاری برای تضعیف جناح‌های سکولار فلسطینی مانند سازمان آزادی‌بخش فلسطین (ساف) اذعان کرده‌اند. سرتیپ اسحاق سگف که در اوایل دهه ۱۹۸۰ به عنوان فرماندار نظامی اسرائیل در غزه خدمت می‌کرد، اعتراف کرد که به دستور مقامات اسرائیلی، به مجامه الاسلامیه، منشأ حماس، کمک مالی کرده است.
اسرائیل در ساخت بخش‌هایی از شبکه مساجد، انجمن‌ها و مدارس احمد یاسین، سیاستمدار اسلام‌گرا در غزه و همچنین گسترش این مؤسسات، مشارکت داشت.

### سیاست
پس از سفر مسعود ییلماز، نخست‌وزیر ترکیه و فیضی ایشباساران، نماینده مجلس ترکیه، به اسرائیل، در سال ۱۹۹۸، فاش شد که نتانیاهو به ترکیه، پیشنهاد حمایت از حماس را داده است. نتانیاهو گفت: «حماس همچنین حساب‌های بانکی برای کمک در بانک‌ها دارد، ما هم به آنها کمک می‌کنیم، شما [ترکیه] هم می‌توانید کمک کنید».

### حمایت اسرائیل از قطر برای ارسال میلیون‌ها دلار به غزه
قطر از سال ۲۰۱۸، ارسال پول به نوار غزه را به صورت ماهانه آغاز کرد. ۱۵ میلیون دلار چمدان‌های پول نقد توسط قطری‌ها از طریق خاک اسرائیل به غزه منتقل شد. این پرداخت‌ها توسط اسرائیل، به دلیل تصمیم تشکیلات خودگردان فلسطین، دولتی در کرانه باختری اشغالی و رقیب حماس، برای کاهش حقوق کارکنان دولت در غزه در سال ۲۰۱۷ آغاز شد. در آن زمان، تشکیلات خودگردان با این بودجه مخالف بود که حماس گفت که برای پرداخت حقوق پزشکی و دولتی در نظر گرفته شده است. در اوت ۲۰۱۸، دولت اسرائیل، این توافق را تصویب کرد.
بنیامین نتانیاهو، نخست‌وزیر اسرائیل، علی‌رغم انتقادهای داخل دولت خود، از جمله نفتالی بنت، وزیر آموزش و پرورش، از اجازه انتقال میلیون‌ها دلار به غزه تحت کنترل حماس دفاع کرده است. پس از حمله ۲۰۲۳ حماس به اسرائیل، نتانیاهو ادعاهایی مبنی بر تسهیل تأمین مالی حماس به منظور ایجاد وضعیت «تفرقه بینداز و حکومت کن» را رد کرد. او همچنین گفت که برای جلوگیری از «فروپاشی بشردوستانه» در غزه، بودجه را انتقال داده است. مقامات اطلاعاتی اسرائیل معتقدند که این پول در موفقیت حمله ۲۰۲۳ حماس، نقش داشته است.

### مجوزهای کار توسط اسرائیل
مذاکرات در مورد افزایش میزان مجوزهای کار اسرائیل برای کارگران غزه شامل مقامات حماس نیز بود. این باعث شد پول به غزه سرازیر شود.

## دیدگاه‌ها و تکذیب
ایهود اولمرت، نخست‌وزیر سابق اسرائیل در مصاحبه‌ای با پلیتیکو در سال ۲۰۲۳ گفت که «در ۱۵ سال گذشته، اسرائیل هر کاری برای کاهش رتبه تشکیلات خودگردان فلسطین و تقویت حماس انجام داده است.» وی ادامه داد: غزه در آستانه فروپاشی بود، زیرا آنها منابعی نداشتند، آنها پول نداشتند و تشکیلات خودگردان از دادن پول به حماس خودداری می‌کرد. بی بی آنها را نجات داد. بی بی با قطر معامله کرد و آنها شروع به جابه‌جایی میلیون‌ها میلیون دلار به غزه کردند.» در کنفرانس حزب لیکود در سال ۲۰۱۹، بنیامین نتانیاهو گفت:
"هرکسی که بخواهد ایجاد یک کشور فلسطینی را خنثی کند، باید از تقویت حماس و انتقال پول به حماس حمایت کند… این بخشی از استراتژی ما است – منزوی کردن فلسطینیان غزه از فلسطینیان در کرانه باختری."
نخست‌وزیر، نتانیاهو، در پاسخ به اتهامات حمایت مالی و تقویت حماس، آن را مضحک خواند.
در ۱۹ ژانویه ۲۰۲۴، رویترز گزارش داد که جوزپ بورل، مسئول سیاست خارجی اتحادیه اروپا، در حین دریافت دکترای افتخاری از دانشگاه وایادولید، گفت: «اسرائیل از تشکیل گروه ستیزه‌جوی فلسطینی حماس، حمایت مالی کرده بود.» که علناً با بنیامین نتانیاهو، نخست‌وزیر، که چنین اتهاماتی را رد کرده بود، مخالفت کرد. بورل افزود: «تنها راه حل صلح‌آمیز شامل ایجاد یک کشور فلسطینی است. ما فقط معتقدیم که چاره دوکشوری که از خارج، تحمیل می‌شود، صلح را به ارمغان می‌آورد، حتی اگر اسرائیل، بر خلاف این پافشاری کند.» بورل همچنین اسرائیل را «عامل ایجاد حماس» توصیف کرد، اما بلافاصله ادامه داد که «بله، حماس از سوی اسرائیل برای تضعیف تشکیلات خودگردان فلسطین، تأمین مالی شد».

### ابزاری برای خروج از مذاکرات صلح
شلومو بروم، ژنرال بازنشسته و معاون سابق مشاور امنیت ملی اسرائیل، معتقد است که حماس قدرتمند، به نتانیاهو، نخست‌وزیر اسرائیل، کمک می‌کند تا از مذاکره بر سر تشکیل یک کشور فلسطینی اجتناب کند و این نشان می‌دهد که هیچ شریک مناسبی برای گفتگوهای صلح، وجود ندارد. بتسالل اسموتریچ، قانونگذار راست افراطی و وزیر دارایی در دولت نتانیاهو، تشکیلات خودگردان فلسطین را «بار» و حماس را «دارایی» خواند.
پروفسور آونر کوهن، یکی از مقامات سابق امور مذهبی اسرائیل، علناً اذعان کرد که حماس «مخلوق اسرائیل» است. یاسر عرفات نیز اظهارات مشابهی را بیان کرده است.